# Carl Friedrich Claus
Carl Friedrich Wilhelm Claus (2 de janeiro de 1835 - 18 de janeiro de 1899) foi um zoólogo alemão. Foi oponente das ideias de Ernst Haeckel.
Claus estudou na Universidade de Marburg e na Universidade de Giessen com Rudolf Leuckart. trabalhou na Universidade de Würzburg, Universidade de Göttingen e Universidade de Viena. 
Foi chefe da estação de pesquisa oceanográfica em Trieste e especializou-se em zoologia marinha e nessa área tinha interesses pelos crustáceos. Durante a sua pesquisa sobre biologia celular cunhou o termo fagócito.